# Metascarta flavipes
Metascarta flavipes är en insektsart som beskrevs av Victor Antoine Signoret 1854. Metascarta flavipes ingår i släktet Metascarta och familjen dvärgstritar. Inga underarter finns listade i Catalogue of Life.